# Alejandro Rey
Alejandro Rey (Buenos Aires, Argentina, 8 de febrero de 1930 - Los Ángeles, California, Estados Unidos, 21 de mayo de 1987) fue un actor de cine, radio y televisión que trabajó en su país y en Estados Unidos, país en el cual adquirió su ciudadanía.

## Carrera profesional
Hizo estudios de actuación con Hedy Crilla y Milagros de la Vega y debutó en cine en Dock Sud (1953) dirigido por Tulio Demichelli. Si bien en sus filmes siguientes tuvo papeles breves, los cumplió con naturalidad y fotogenia, dirigido por importantes directores como Enrique Cahen Salaberry, Lucas Demare, Kurt Land y Leopoldo Torre Nilsson. En 1957 participó en la filmación de El diablo de vacaciones, dirigida por Ferruccio Cerio, con Nelly Panizza y Ana María Cassán, para lo cual se embarcaron en el buque Yapeyú para dar la vuelta al mundo, pero la filmación no concluyó.
Protagonizó La maestra enamorada (1961) filmada en colores en la provincia de Mendoza dirigida por Julio Saraceni. También trabajó en fotonovelas y radio. 
En 1960 comenzó a trabajar formando con Ana Casares la pareja protagonista del programa televisivo María Trastorno y yo que con libro de Enrique Gibert y Carlos Lozano Dana producía Leopoldo Torre Nilsson, pero a los tres meses debió ser interrumpido cuando Alejandro Rey fue contratado para trabajar en los Estados Unidos. Se radicó en este país y realizó una importante carrera en cine y televisión, si bien su único trabajo protagónico fue en The Stepmother (1972).

## Filmografía
Actor
- TerrorVision (1986) Spiro
- Un ruso en Nueva York (1984) …Orlando Ramírez
- La novena configuración (1980) …Tte. Gómez
- Cuba (1979) …Faustino
- Sol ardiente (1979) …Fons
- El enjambre (1978) …Dr. Martínez
- High Velocity (1976) …Alejandro Martel
- Fuga suicida (1975)… Sánchez
- The Pacific Connection (1974) …Gobernador
- Mr. Majestyk (1974) …Larry Mendoza
- The Stepmother (1972) … Frank Delgado
- Los generales de la arena (1971) … Fray José Pedro
- Misión secreta (1965) …Arthur Vincenti
- Synanon (1965) …Chris
- El ídolo de Acapulco (1963) …Moreno
- La maestra enamorada (1961)
- Battle at Bloody Beach (1961) …Julio Fontana
- Salomón y la reina de Saba (1959) …Sittar
- El diablo de vacaciones (abandonada) (1957)
- La casa del ángel (1957)
- Alfonsina (1957)
- Graciela (1956)
- Enigma de mujer (1956) …Felipe
- Cubitos de hielo (1956)
- Guacho (1954)
- Dock Sud (1953)

## Televisión
- El equipo A  (serie) 
  - The Theory of Revolution (1986) … Comandante
- Dallas (serie) (7 episodios) ( 1986) Capitán Luis Rueda
- Wildside (serie) 
  - Buffalo Who?  (1985) … Embajador Pintador
- Camuflaje (serie) 
  - Healthy, Wealthy and Dead (1985) … Carlos Medina
- E/R  (serie) 
  - Sentimental Journey (1984) … Paolo Fuentes
- Santa Bárbara (serie) (3 episodios) Dr. Ramírez
- Mascarada (serie) 
  - Spanish Gambit (1984)
- La isla de la fantasía  (serie) 
  - Don Juan's Last Affair/Final Adieu (1984) … Don Juan
- We Got It Made (serie) (1983)
  - Mickey Gets Married: Parte 1 y 2 (1983) … Victor
- Rita Hayworth, la diosa del amor (película) (1983) …Eduardo Cansino
- Hotel (serie) (1983) …Rey Fernando
- Grace Kelly (1983) …Oleg Cassini
- The Fall Guy  (serie) 
  - Manhunter (1983) … Eduard Firenze
  - The Adventures of Ozzie and Harold (1982) … Pepe García
- The Devlin Connection (serie) 
  - Arsenic and Old Caviar (1982) … Patric
- El coche fantástico (serie) 
  - Forget Me Not (1982) … Rudy del Fuego
- El contacto Devlin (serie) 
  - Arsenic and Old Caviar (1982) … Patric
- Traedlos vivos (serie) 
  -  There's One Born Every Minute (1982) … Conde Markoff
- Cassie & Co.  (serie) 
  - The Golden Silence (1982) … Víctor Ramos
- Vacaciones en el mar (serie) 
  - The Duel/Two for Julie/Aunt Hilly (1981) … Carlos José Ramón Raúl Sebastián Battista Ramírez
- Flamingo Road (serie) 
  - The Hostages: Parte 1 y 2 (1981) … Lorca
- Stunts Unlimited (película) (1980) …Fernando Castilla
- Azafatas del aire (serie) (1978)
  - The Marcy Connection (1978) … Cortez
- Spider-Man (serie) 
  - Escort to Danger (1978) … Presidente Calderón
- Days of Our Lives (serie) (1976/7) …Karl Duval
- La mujer biónica (serie) 
  - Winning Is Everything (1976) … Carlos Scappini
- McMillan y esposa (serie) 
  - Greed (1976) … Miguel Esteban
- Satan's Triangle (película) (1975) …Padre Peter Martin
- Kung Fu (serie) 
  - A Lamb to the Slaughter (1975) … Matteo
- Historia policial (serie) 
  - Across the Line (1974) … Metrano
- Siempre habrá un mañana (serie) (1974)
- Una hoguera de dinero (película) (1973) …Caesar Rodríguez
- Night Gallery (serie) 
  - The Doll of Death (1973) … Raphael
- Los dos mosqueteros (serie) 
  - The Clementine Ingredient (1972) … Ramón Córdoba
- Cannon (serie) 
  - Treasure of San Ignacio (1972) … Padre Joseph
- La ley del revólver (serie) 
  - Gold Train: The Bullet: Partes 1, 2 y 3 (1971) … Padre Sánchez
- Owen Marshall, Counselor at Law (serie) 
  - Eighteen Years Next April (1971) … José Borotra
- The Good Life (serie) 
  - Jane's Double Life (1971) … Rico
- Esa chica (serie) 
  - That Señorita (1970) … Félix
  - The Mating Game (1967) … Eduardo Guzmán
- El gran Chaparral (serie) 
  - An Anger Greater Than Mine (1970) … Diego de la Paula
- Seven in Darkness (1969) … (película) …Ramón Rohas
- The Outcasts (serie) 
  - And Then There Was One (1969) … Miguel Otero
- The F.B.I. (serie) 
  - The Catalyst (1969) … Miguel Torres
  - The Gray Passenger (1967) … Carlos Ávila
  - A Mouthful of Dust (1965) … Joe Cloud
- Ladrón sin destino (serie) 
  - Guess Who's Coming to Rio (1969) … Mendoza
- Cowboy in Africa (serie) 
  - African Rodeo: Partes 1 y 2 (1968) … Ruy
- Three for Danger (1967) (película) …Alan
- The Flying Nun (1967-1970) (serie) … Carlos Ramírez
- Iron Horse serie) 
  - The Passenger (1967) … Francisco Gómez
- My Three Sons (serie) 
  - My Son, the Bullfighter (1967) … Manuelle
- Los Monroe (serie) 
  - Pawnee Warrior (1966) … Komatah
- Alma de acero (serie) 
  - Edge of the Volcano (1966) … Mario Cudero
- The Girl from U.N.C.L.E.  (serie) 
  - The Horns-of-the-Dilemma Affair (1966) … Paco Herrera
- Daniel Boone (serie) 
  -  Cibola (1966) … Sergento
- Yo, espía (serie) 
  - My Mother, the Spy (1966) … Ferenc
- The Trials of O'Brien (serie) 
  - The Only Game in Town (1966) … Francisco Pérez
- El congresista (serie) (1965) …Mike Valera
- Kraft Suspense Theatre (serie) 
  - That He Should Weep for Her (1964) … Juano Herrera
- La hora de Alfred Hitchcock (series 
  - The Life Work of Juan Diaz (1964) … Juan Díaz
- Viaje al fondo del mar (serie) 
  - The Mist of Silence (1964) … Ricardo
- Arresto y juicio (serie) 
  - The Best There Is (1964) … Rudy Sánchez
- The Greatest Show on Earth (serie) 
  - Where the Wire Ends (1964) … Chico
- El fugitivo (serie) 
  -  Smoke Screen (1963) … Paco Álvarez
- Route 66 (serie) 
  - Peace, Pity, Pardon (1963) … Quiepo
- Naked City (serie) 
  - Bringing Far Places Together (1963) … Jaime
- Death Valley Days (serie) 
  - The Debt (1963) … Tiburcio Vásquez
- The Many Loves of Dobie Gillis (serie) 
  - Who Did William Tell?  (1963) … Alfredo Farino
- The Dick Powell Show (serie) 
  - The Doomsday Boys (1962) … Ysidro Astouga
  - Price of Tomatoes (1962) … Pérez
  - Death in a Village (1962) … Isidro
  - John J. Diggs (1961) … Ramón
- Wide Country (serie) 
  - Who Killed Edde Gannon?  (1962) … Manny
- The Lloyd Bridges Show (serie) 
  - Wheresoever I Enter (1962) … Ion
- Outlaws (serie) 
  - A Day to Kill (1962) … Frank Vincente
- Thriller ( serie) 
  - La Strega (1962) … Tonio de la Vega
  - Guillotine (1961) … Robert Lamont
- Perry Mason (serie) 
  - The Case of the Injured Innocent (1961) … Vincent Danielli
- Rompeolas (serie) 
  - Spinout at Sebring (1961) … Tony Ricardo
- The Virginia Graham Show (serie) 
  - Episodios n° 1 de 1970, del 24 de enero de 1972 y del 2 de julio de 1971
- The David Frost Show (serie) 
  - Episodios 3.239 (1971), 2.239 (1970), 2.94 (1970) y 2.32 (1969)
- He Said, She Said (serie) 
  - Episodios del 20 de abril de 1970, 20 de julio de 1970 y del 27 de julio de 1970.
- The Dick Cavett Show (serie) 
  - Episodio 4.41 (1970)
- The Hollywood Squares (serie) 
  - Episodio del 24 de noviembre de 1969.
- Allen Ludden's Gallery (serie) 
  - Episodio 1.52 (1969)
- The Joan Rivers Show (serie) 
  - Episode del 6 de agosto de 1969.
- Della (serie) 
  - Episodio 1.23 (1969)
- he Joey Bishop Show (TV series) (1968)
  - Episodios varios.